# إزرائيل بيرد
إزرائيل بيرد (بالإنجليزية: Israel Byrd)‏ هو لاعب كرة قدم أمريكية أمريكي، ولد في 1 فبراير 1971 في سانت لويس في الولايات المتحدة.

## وصلات خارجية
- إزرائيل بيرد على موقع مرجع كرة القدم المحترفة.كوم (الإنجليزية)
- إزرائيل بيرد على موقع JustSportsStats.com (الإنجليزية)